# Piedras Negras

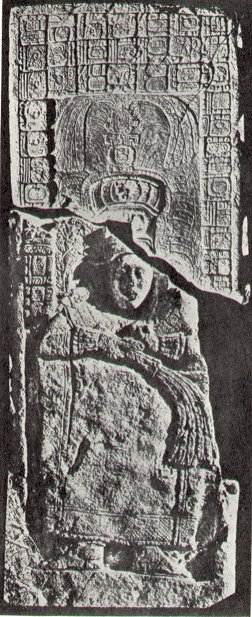
tavola 1, Piedras Negras - datata 5 luglio, 674.

Piedras Negras (Pietre Nere in spagnolo) è il nome con cui sono conosciute le rovine di una città della civiltà Maya localizzata sulla riva nord del fiume Usumacinta nel dipartimento del Petén in Guatemala. Il nome originale della città in lingua maya è stato ritrovato su alcune iscrizioni ed era Yo'k'ib', che ha il significato di "grande porta", forse riferimento ad un vasto cenote, ora completamente essiccato.

## Storia
Piedras Negras sembra sia stata una città-stato indipendente per la maggior parte del periodo classico, anche se alleata con altri stati per un certo tempo e forse a volte pagando un tributo ad altri. Era alleata con Yaxchilán, 40 km a nord del fiume. Le ceramiche mostrano che il sito è stato abitato dalla metà del VII secolo a.C. fino all'850 d.C.
Il periodo scultoreo e architettonico più interessante risale agli anni che vanno dal 608 d.C. fino all'810, sebbene secondo alcune testimonianze Piedras Negras fosse già una città di una certa importanza fin dal 400 d.C. L'arte della scultura del tardo periodo classico di questa città è considerata particolarmente raffinata. Il sito presenta due sale da ballo e diverse piazze; ci sono palazzi a volte e templi a piramide, compreso uno collegato a uno dei molti scavi sul luogo. Lungo le rive del fiume si trova un grande sasso che come emblema ha un glifo con incisa la parola Yo'ki'b rivolta verso il cielo.
Una caratteristica unica dei monumenti di Piedras Negras è la frequenza con cui ricorrono le "firme degli artisti". Singoli artisti sono stati identificati dall'uso ricorrente di certi glifi e altri rilievi sulle tavole. Prima che il luogo venisse abbandonato alcuni monnumenti furono deliberatamente danneggiati, anche le immagini e i glifi dei condottieri furono distrutti, ma non quelli relativi alle divinità, cosa che suggerisce una rivolta o una conquista da parte di persone che conoscevano la lingua maya scritta.
Vedi: Itsamk'anahk II.

## Storia moderna del sito
Il sito fu esplorato, mappato e i suoi monumenti fotografati da Teoberto Maler alla fine del XIX secolo.
Un progetto archeologico in questa città è stato condotto dalla università University of Pennsylvania dal 1931 al 1939, sotto la direzione di J. Alden Mason e Linton Satterthwaite. Un altro lavoro archeologico fu portato avanti dal 1997 al 2000, diretto da Stephen Houston della Brigham Young University e Hector Escobedo della Universidad del Valle de Guatemala, con il permesso dell'Instituto de Antropología e Historia de Guatemala (IDAEH).
La studiosa dei maya Tatiana Proskouriakoff grazie al suo lavoro sui monumenti del sito fu la prima a decifrare i nomi e le date di una dinastia maya, una scoperta per l'interpretazione della scrittura maya. Prouskourikoff fu seppellita nel Gruppo F alla sua morte, avvenuta nel 1985.
Nel 2002 il World Monuments Fund stanziò 100.000 dollari statunitensi per la conservazione di Piedras Negras. Oggi è parte del Sierra del Lacandon parco nazionale del Guatemala.